# David Stoddart (Geograph)
David Ross Stoddart (* 15. November 1937 in Stockton-on-Tees; † 23. November 2014 in Berkeley, Kalifornien) war ein britischer Biogeograph, der als Experte in der Erforschung von Korallenriffen galt.

## Leben und Karriere

### Frühe Jahre
Stoddart war das jüngste von drei Kindern der Eheleute Beatrice und Herbert Stoddart. Seine Eltern hatten beide im Ersten Weltkrieg gedient, sein Vater als Doppeldeckerpilot, seine Mutter als Krankenschwester in Frankreich. Während Stoddarts Kindheit war der Vater als Ingenieur bei der Baufirma Ashmore, Benson, Pease & Co. tätig und musste mehrmals im Zuge von Auslandsaufträgen nach Russland reisen.
Stoddart besuchte eine kleine Grammar School in seiner Heimatstadt Stockton, wo er sich bereits für die Erdkunde begeistern konnte und selbstständig Karten von Tibet entwarf. 1956 begann er ein Studium der Geographie am St. John’s College in Cambridge. Zusammen mit einem Schulkameraden war er der erste Absolvent seiner Schule, der den Sprung nach Oxbridge schaffte.
Bereits als Student unternahm Stoddart zahlreiche Exkursionen in entlegene Gebiete der Erde. So reiste er etwa zu Forschungszwecken mit dem Zug nach Indien oder mit dem Schiff nach Sierra Leone. Die Lektüre eines alten Artikels von Charles Darwin erweckte sein Interesse für Korallenriffe und so entstand 1964 aus einer Expedition nach Britisch Honduras, dem heutigen Belize, auch seine Doktorarbeit zur Geomorphologie von Riffen.

### Postdoc und Professur in Cambridge
Im Anschluss begann er, in Cambridge Vorlesungen zu halten, zunächst als Demonstrator, ab 1967 als University Lecturer. 1966 wurde er Fellow des Churchill College.
Eine seiner ersten Expeditionen nach seiner Promotion führte ihn zum Addu-Atoll in den südlichen Malediven. Seine Forschungsstation wurde auf einer seit dem Zweiten Weltkrieg bestehenden Militärbasis der Royal Air Force auf der Insel Gan eingerichtet. Hier erfuhr er von einem britischen Offizier, dass es Pläne vonseiten der Regierung gäbe, auch auf dem Seychellenatoll Aldabra eine Air-Force-Basis einzurichten.
Durch die negativen Auswirkungen einer solchen Luftwaffenbasis auf Flora und Fauna, die er in Gan feststellen konnte, alarmiert, setzte sich Stoddart vehement für den Schutz von Aldabra ein. 1965 leitete er eine Expedition der Royal Society auf das Atoll, die  zahlreiche endemische Tier- und Pflanzenarten zum ersten Mal beschrieb, Brutstätten von Seevögeln kartierte und die einheimischen Riesenschildkröten erforschte. Nach seiner Rückkehr fand er in Tam Dalyell einen Fürsprecher für Aldabra im britischen Unterhaus, zudem leistete die Royal Society wertvolle Lobbyarbeit, sodass der damalige Verteidigungsminister Denis Healey schließlich einlenkte und nach anderen Standorten für seine Militärbasis suchte. Heute gehört Aldabra zum  Weltnaturerbe der UNESCO.
Über mehr als drei Jahrzehnte hinweg leitete Stoddart im Schnitt etwa drei Tropenexpeditionen pro Jahr und arbeitete eng mit Forschern aus Indien, der Volksrepublik China, Amerika, Europa und Australasien zusammen. Er koordinierte die Herausgabe der Fachzeitschrift Coral Reefs, initiierte das alle vier Jahre stattfindende Coral Reef Symposium und wurde 1980 der erste Präsident der  International Society for Reef Studies. Daneben war er auch maßgeblich daran beteiligt, dass das Jahr 1997 zum Internationalen Jahr des Riffs ausgerufen wurde und spielte eine zentrale Rolle bei der Gründung des Global Coral Reef Monitoring Network.
Stoddart galt als guter Dozent und inspirierender Forschungsleiter; viele seiner ehemaligen Studenten nahmen prestigeträchtige akademische Stellungen an geomorphologischen Instituten in Europa, Australien und den Vereinigten Staaten ein. Neben seinen zahlreichen Feldstudien zeigte er auch ein großes Interesse für die Geschichte seiner Wissenschaftsdisziplin und veröffentlichte zum Beispiel 1986 die Monografie On Geography and its History. Obgleich er für seine Veröffentlichungen selten neue oder zuvor unbekannte Quellen auftat, galt sein Schreibstil doch als angenehm zu lesen und amüsant.

### Professur in Berkeley
In Cambridge fiel es Stoddart Ende der 1980er Jahre zunehmend schwer, die nötigen Gelder für seine Forschungsreisen aufzutreiben, weswegen er im Jahre 1988 ein Angebot der University of California in Berkeley annahm, wo ihm die Leitung des Geographischen Institutes übertragen wurde. Unter seiner Leitung stellte das Institut zum ersten Mal zwei Frauen ein, zudem etablierte er Forschungsexpeditionen für Masterstudenten.
Stoddart war eine auffällige Figur auf dem Campus in Berkeley, was an seiner stattlichen Figur, dem roten Vollbart und seinem ausgefallenen Kleidungsstil (auch im Winter trug er oft weiße Shorts) lag. Er eckte auch durchaus manchmal an, etwa wenn er die vielen, seiner Meinung nach nur bedingt nützlichen, Pflichtvorlesungen der Studienanfänger kritisierte. 1994 musste er den Institutsvorsitz aufgeben, im Jahr 2000 wurde er emeritiert.
Die lange Zeit in den Tropen, während der er, nur bedingt geschützt, einer starken Sonneneinstrahlung ausgesetzt war, blieb nicht ohne Folgen für seine Gesundheit. Bereits in den 1950er Jahren war bei Stoddart zum ersten Mal Hautkrebs diagnostiziert worden. Hinzu kam in seinen späteren Jahren eine Diabeteserkrankung. Nachdem sich sein Gesundheitszustand zuletzt immer weiter verschlechtert hatte, starb Stoddart im November 2014. Er war seit 1961 verheiratet und hinterließ seine Frau June, seine Tochter Aldabra sowie seinen Sohn Michael.

## Auszeichnungen und Ehrungen
- 1965 wurde ihm der Ness Award der Royal Geographical Society verliehen.
- 1972 erhielt er den Prix Manley-Bendall des Institut Océanographique de Monaco und der Société Océanographique de Paris.
- 1979 wurde ihm der Order of the British Empire in der Ausführung Officer verliehen.
- Ebenfalls 1979 erhielt er die Founder's Gold Medal der Royal Geographical Society.
- 1981 verlieh ihm die Royal Scottish Geographical Society die Livingstone Gold Medal für seine Arbeiten im Indischen Ozean.
- 1986 erhielt er die Herbert E. Gregory Medal der Pacific Science Association für sein Wirken im Pazifik.
- 1988 wurde er zum ersten Träger der Darwin Medal der International Society for Reef Studies auserkoren.
- 2000 wurde er Fellow der American Association for the Advancement of Science.
- 2001 verlieh man ihm die George Davidson Medal der American Geographical Society.[5]

## Schriften (Auswahl)

### Bücher
- Coral reefs : research methods (Hrsg. mit Robert Earl Johannes), UNESCO, Paris 1978, ISBN 9-23101-491-9.
- Geography, ideology and social concern. (Hrsg.), Blackwell, Oxford 1981, ISBN 0-63119-480-0 (gebunden), ISBN 0-63112-717-8 (Taschenbuch).
- Biogeography and ecology of the Seychelles Islands. (Hrsg.), Lancaster : Junk, Den Haag 1984, ISBN 9-06193-881-3.
- On geography and its history. Blackwell, Oxford 1986, ISBN 0-63113-488-3.
- Process and form in geomorphology. (Hrsg.), Routledge, London 1997, ISBN 0-41510-527-7.

### Wissenschaftliche Artikel
Stoddart verfasste in seiner wissenschaftlichen Laufbahn über 100 Artikel, die in wissenschaftlichen Fachzeitschriften veröffentlicht wurden. Dazu gehören:
- Stoddart, D. R. 1965. Geography and the ecological approach. The ecosystem as a geographic principle and method. Geography, 50(3), 242–251.
- Stoddart, D.R. 1966. Darwin's impact on geography. Annals of the Association of American Geographers 56(4), 683–698.
- Stoddart, D.R. 1969. Ecology and morphology of recent coral reefs. Biological Reviews 44(4), 433–498.
- Stoddart, D.R. 1972. Catastrophic damage to coral-reef communities by Madang earthquake 1970. Nature 239, 51.
- Stoddart, D.R., R.F. McLean, T.P. Scoffin, B.G. Thom and D. Hopley. 1978. Evolution of Reefs and Islands, Northern Great Barrier Reef: Synthesis and Interpretation. Phil. Trans. R. Soc. Lond. B. 284(999):149–159.
- Stoddart, D.R. 1987. To claim the high ground: geography for the end of the century. Transactions of the Institute of British Geographers 327–336.
- Ellison, J.C. & Stoddart, D.R. 1991. Mangrove ecosystem collapse during predicted sea-level rise: Holocene analogues and implications. Journal of Coastal Research 151–165.
- Ellison, J.C., & Stoddart, D.R. 1991. Mangrove ecosystem collapse during predicted sea-level rise: Holocene analogues and implications. Journal of Coastal Research 151–165.
- Stoddart, D.R. 1994. `This coral episode': Darwin, Dana, and the coral reefs of the Pacific. Darwin and the Pacific: essays on evolutionary theory and natural history in the laboratory of the Pacific 1840–1920, edited by R.M. MacLeod and P.F. Rehbock. Honolulu: University of Hawaii Press, 21–48.
- Stoddart, D.R. 1994. Theory and reality: the success and failure of the deductive method in coral reef studies: Darwin to Davis. Earth Sciences History 13, 21–34.